# Abraham di Saragozza
Abraham di Saragozza (fl. IX secolo) è stato un mercante ebreo spagnolo cui fu accordato dall'Imperatore franco Ludovico il Pio un documento di salvaguardia nell'825.

## Biografia
Ludovico il Pio aveva preso al proprio servizio e accordato speciale protezione all'israelita Abraham di Saragozza che lo serviva fedelmente nel suo palazzo reale. Niente di simile si trova in favore di alcun commerciante cristiano.

Un privilegio analogo fu accordato dall'Imperatore, in quello stesso anno, a David Davitis, a Joseph e ad altri loro correligionari che abitavano a Lione. Furono affrancati dal pedaggio e da altri gravami che ostacolavano la libera circolazione, e i beneficiari furono posti sotto la personale protezione dell'Imperatore franco (sub mundeburdo et defensione). 
Essi potevano quindi vivere in base alle loro disposizioni legali religiose, celebrare i loro sacrifici nella reggia, assumere cristiani ad opera sua facienda, acquistare schiavi stranieri e venderli nell'Impero.